# Cserey Elek (ülnök)
Nagyajtai  Cserey Elek (Rákos, 1714. július 14. – 1769. április) királyi táblai ülnök.

## Élete
Cserey János és László Erzsébet fia volt. Előbb az erdélyi sóbányák felügyelője, azután a guberniumnál titkár; innét az erdélyi királyi táblához neveztetett ki. Jeles jogtudós volt.

## Munkái
- Praxis procuratoria ex Decreto Tripartito, approbatis compilatisque Transsylvaniae constitutionibus: Usu item et praxi patriae, aliisque juris consultorum observationibus excerpta et concinnata. Claudiopoli (1746. és 1760.)